# تپه داش آلتی بویی
تپه داش آلتی بویی مربوط به دوره اشکانیان - دوره ساسانیان است و در شهرستان میانه، بخش کندوان، دهستان گرمه شمالی، ۲ کیلومتری شمال شرقی روستای هفت چشمه واقع شده و این اثر در تاریخ ۲۷ اسفند ۱۳۸۶ با شمارهٔ ثبت ۲۲۲۷۶ به‌عنوان یکی از آثار ملی ایران به ثبت رسیده است.